# Étienne Maynon d'Invault
Étienne Maynon d'Invault est un homme d'État français né à Paris en 1721 et mort à Saint-Germain-en-Laye en France le 13 mars 1801.

## Biographie
Il est le fils de Vincent Maynon d'Invault (1668–1736) et sa seconde épouse, Agnès Bouvard de Fourqueux, mariés en 1712. La première épouse de Vincent Maynon était Catherine Hardouin-Mansart († 1702), mariage sans descendance. 
Étienne Maynon d'Invault est conseiller à la 4e chambre des Enquêtes du Parlement de Paris en 1741. Il est ensuite maître des requêtes (4 mars 1747-29 janvier 1766), président au Grand Conseil (1753), intendant de la généralité Picardie à Amiens (août 1754). Nommé conseiller d'État surnuméraire le 5 octobre 1766, il devient conseiller d'État de semestre le 7 novembre 1767.
Il est nommé contrôleur général des finances le 22 septembre 1768 en remplacement de Clément Charles François de L’Averdy, et ministre d'État le 10 décembre 1768. 
« Physiocrate convaincu et personnage assez ridicule, beau-frère de Trudaine de Montigny, [...] tout [son] mérite se réduisait à être de la faction Choiseul. » (Michel Antoine) Il fit proroger le second vingtième jusqu'en 1772, ce qui souleva de vives remontrances des Parlements et contraignit Louis XV à tenir un lit de justice le 11 janvier 1769 afin d'enregistrer l'édit. 
Il épouse alors sa cousine Adélaïde Élisabeth Bouvard de Fourqueux (née en 1745), fille de Michel Bouvard de Fourqueux (1719-1789), conseiller d'État, et de Marie Louise Auget de Monthyon, et donc nièce d'Antoine Jean-Baptiste Robert Auget, baron de Montyon (ou Monthyon). 
Il utilise les expédients ordinaires, tout en préparant des mesures drastiques qui doivent être discutées le 19 décembre 1769 aux Conseils des Dépêches et des Finances réunis, après avoir été examinées la veille chez le chancelier Maupeou dans un comité réunissant les membres de ces deux conseils. Mais Maupeou soumet ces projets à une vive critique, que Choiseul combat vainement. À la suite de cette réunion, Louis XV décide de ne pas soumettre les mesures envisagées au Conseil élargi ce qui amène la démission de Maynon d'Invault le 19 décembre 1769. Il est remplacé par l'abbé Terray. L'arrivée de Terray aux finances aura pour conséquence la démission de Choiseul et de son frère Praslin le 24 décembre de l'année suivante.

## Résidences
- Hôtel particulier construit par Guillaume Élie Lefoullon en 1769, 68 rue de la Chaussée-d'Antin.